# Cytheralison
Cytheralison är ett släkte av kräftdjur. Cytheralison ingår i familjen Cytheralisonidae.
Kladogram enligt Catalogue of Life:
| Cytheralison | \| \| Cytheralison fava \| \| \| \| \| \| Cytheralison tehutui \| \| \| \| |
|              | \| \| Cytheralison fava \| \| \| \| \| \| Cytheralison tehutui \| \| \| \| |
|              | Debissonia                                                                 |
|              |                                                                            |
|              | Cytheralison fava                                                          |
|              |                                                                            |
|              | Cytheralison tehutui                                                       |
|              |                                                                            |

|  | Cytheralison fava    |
|  |                      |
|  | Cytheralison tehutui |
|  |                      |